# Sapareva Banea
Sapareva Bania (în bulgară Сапарева баня) este un oraș în Obștina Sapareva Bania, Regiunea Kiustendil, Bulgaria, la poalele muntelui Rila, la o distanță de 15 km de Dupnița. Orașul este cunoscut pentru apele termale cu o temperatură de 103OC și pentru gheizerul din centrul localității, activ din 1957.

## Demografie
Componența etnică a orașului Sapareva Banea
     Bulgari (92,63%)
     Romi (4,01%)
     Nicio identificare (3,27%)
     Altele (0,07%)
La recensământul din 2011, populația orașului Sapareva Banea era de 3.814 locuitori. Din punct de vedere etnic, majoritatea locuitorilor (92,63%) erau bulgari, cu o minoritate de romi (4,01%). Pentru 3,27% din locuitori nu este cunoscută apartenența etnică.